# 克雷翁
克雷翁（法語：Créon，法語發音：[kʁeɔ̃]）是法国吉伦特省的一个市镇，属于波尔多区。

## 地理
克雷翁（44°46'28"N, 0°20'53"W）面积8.02 平方千米，位于法国新阿基坦大区吉倫特省，该省份为法国西南部沿海省份，是法國本土面积最大的省，北起滨海夏朗德省，西临大西洋，南至朗德省，东南接洛特-加龍省，东临多爾多涅省。
与克雷翁接壤的市镇（或旧市镇、城区）包括：屈尔桑、欧克斯、萨迪拉克、圣热内德隆博、拉索沃。

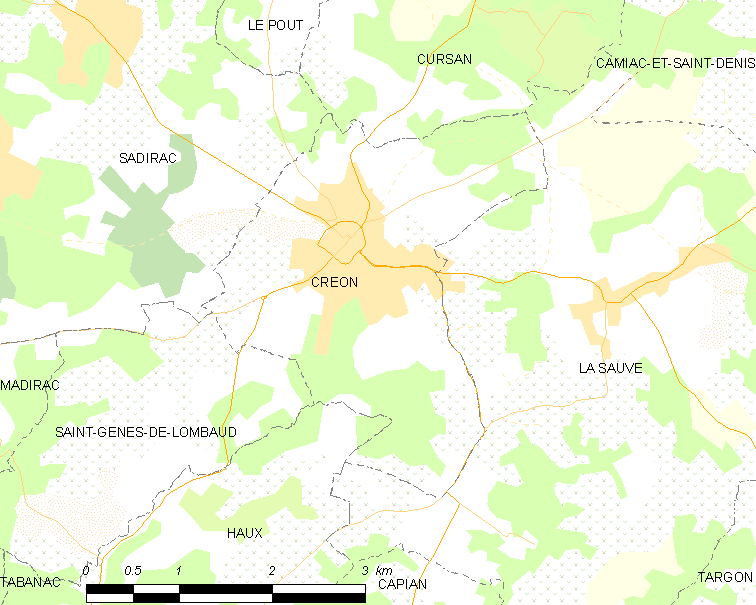
克雷翁的OSM定位图

克雷翁的时区为UTC+01:00、UTC+02:00（夏令时）。

## 行政
克雷翁的邮政编码为33670，INSEE市镇编码为33140。

## 政治
克雷翁所属的省级选区为克雷翁县。

## 人口

1962-2008年间克雷翁人口变化图示

克雷翁于2022年1月1日时的人口数量为4863人。